# Hennadij Blesnizow
Hennadij Blesnizow (ukrainisch Геннадій Блезніцов, engl. Transkription Hennadiy Bleznitsov; * 6. Januar 1941 in Charkiw) ist ein ehemaliger ukrainischer Stabhochspringer, der für die Sowjetunion startete.
1963 siegte er bei der Universiade. Bei den Olympischen Spielen 1964 in Tokio wurde er Fünfter, und bei der Universiade 1965 gewann er Silber.
1966 siegte er bei den Europäischen Hallenspielen in Dortmund. Bei den Leichtathletik-Europameisterschaften in Budapest gelang ihm in der Qualifikation kein gültiger Versuch.
Bei den Europäischen Hallenspielen 1967 in Prag gewann er Silber. 1968 folgte einer weiteren Silbermedaille bei den Europäischen Hallenspielen in Madrid ein sechster Platz bei den Olympischen Spielen in Mexiko-Stadt mit seiner persönlichen Bestleistung von 5,30 m.
Bei den Europäischen Hallenspielen 1969 in Belgrad holte er erneut Silber, und bei den Leichtathletik-Halleneuropameisterschaften 1970 in Wien wurde er Sechster.
Siebenmal wurde er Sowjetischer Meister (1963–1966, 1968, 1970, 1972).